# Coarticulation
Un phonème n'est pas prononcé de la même manière selon les autres phonèmes qui l'entourent dans une phrase. Ceci est dû au fait que le conduit vocal, comme tout système physique, a une certaine inertie qui l'empêche de « passer » instantanément d'un phonème à un autre. La modification de la configuration du conduit vocal pour passer d'un phonème à un autre se fait de façon progressive et les deux phonèmes subissent une distorsion.
Ce phénomène n'est pas audible, ni le locuteur ni l'auditeur ne s'en rendent compte, néanmoins la coarticulation est primordiale à l'intelligibilité de la phrase. Si on synthétise une phrase en mettant bout à bout les phonèmes qui la composent (par exemple à l'aide d'un ordinateur), mais sans aucune contrainte de coarticulation entre phonèmes, elle reste incompréhensible.

## Exemples
Un exemple concernant les voyelles. Le /u/ dans "doute" a une réalisation phonétique qui se rapproche du son [y], car son articulation est plus avancée que lorsque la voyelle /u/ est prononcée de façon hyper-articulée ou isolément, alors que la réalisation de /u/ dans le mot "Ruhr" se rapproche de celle du son [o], car son articulation est plus ouverte du fait de la présence des consonnes environnantes.
Un exemple concernant les consonnes. La réalisation des consonnes /s/ and /ch/ sont maximalement dans les mots "si" [si] et "chou" [Su], mais elles tendent à se rapprocher dans la prononciation des séquences "chichi" ou "sousou" : en particulier, dans le cas de "sousou", la consonne /s/ tend à être réalisée avec des lèvres arrondies, ce qui abaisse les résonances dues à la cavité antérieure à la constriction, et les rendent plus proches de celle de la consonne S (exemples tirés de J. Vaissière, Que Sais-Je?, La phonétique).